# Pimpalation
Pimpalation – drugi dwupłytowy solowy album amerykańskiego rapera Pimpa C. Wydany nakładem wytwórni Rap-a-Lot i Asylum. Druga część płyty zawiera utwory w wersji Chopped & Screwed, które zostały zmiksowane przez Dj Michaela 5000 Wattsa.

## Sprzedaż
Album sprzedał się w nakładzie 372.000 w Stanach Zjednoczonych, natomiast w sprzedaży ogólnoświatowej w nakładzie 399.900 egzemplarzy. Do 8 marca 2007 roku sprzedaż wyniosła 500.000 kopii osiągając status złotej płyty.

## Lista utworów

### CD 1
| #  | Tytuł                 | Goście                           | Długość |
| -- | --------------------- | -------------------------------- | ------- |
| 1  | „The Pimp Is Free"    |                                  | 1:11    |
| 2  | „I'm Free"            | P.O.P & Lil’ Keke                | 4:24    |
| 3  | „Knockin’ Doorz Down” |                                  | 4:19    |
| 4  | „Rock 4 Rock"         | Scarface, Willie D & Bun B       | 5:31    |
| 5  | „Pourin' Up”          | Mike Jones & Bun B               | 4:48    |
| 6  | „The Honey"           | Jazze Pha, Jody Breeze, & Tela   | 4:33    |
| 7  | „Gitcha Mind Right"   | Cory Mo & Bun B                  | 3:38    |
| 8  | „I Don't Fuck Wit U"  | Vicious & Smoke D                | 3:34    |
| 9  | „Working The Wheel"   | Slim Thug                        | 4:57    |
| 10 | „Bobby And Whitney"   | 8Ball & MJG                      | 3:43    |
| 11 | „Like That” (Remix)   | Webbie & Lil Boosie              | 4:00    |
| 12 | „Cheat On Yo Man”     | Suga & Mannie Fresh              | 4:16    |
| 13 | „Havin' Thangs '06"   | Big Mike                         | 2:52    |
| 14 | „Overstand Me"        | Trae & Chamillionaire            | 4:25    |
| 15 | „On Your Mind"        | Jagged Edge, Big Zak, Ali & Gipp | 5:31    |
| 16 | „I Miss U"            | Z-Ro & Tanya Herron              | 5:26    |
| 17 | „Outro”               |                                  | 2:56    |

### CD 2
| #  | Tytuł                 | Goście | Długość |
| -- | --------------------- | ------ | ------- |
| 1  | „Intro"               |        |         |
| 2  | „I'm Free"            |        |         |
| 3  | „Knockin’ Doorz Down” |        |         |
| 4  | „Rock 4 Rock"         |        |         |
| 5  | „Bobby And Whitney”   |        |         |
| 6  | „Overstand Me"        |        |         |
| 7  | „Havin Thangs '06"    |        |         |
| 8  | „Like That”           |        |         |
| 9  | „On Ya Mind"          |        |         |
| 10 | „Cheat On Yo Man”     |        |         |
| 11 | „The Honey”           |        |         |
| 12 | „Cheat On Yo Man”     |        |         |
| 13 | „Pourin Up"           |        |         |
| 14 | „I Miss U"            |        |         |
| 15 | „Gitcha Mind Right"   |        |         |
| 16 | „Outro"               |        |         |

## Pozycja na listach
| Lista (2006)                          | Pozycja |
| ------------------------------------- | ------- |
| U.S. Billboard 200                    | 3       |
| U.S. Billboard Top R&B/Hip-Hop Albums | 1       |